# エコチル調査
エコチル調査（エコチルちょうさ）とは、環境要因が子供たちの成長・発達に、どのような影響を与えるのかを明らかにする調査である。
「エコチル」は、「エコロジー」と「チルドレン」を組み合わせた言葉であり、正式名称は「子どもの健康と環境に関する全国調査」という。

## 調査の概要

### 調査主体
環境省が企画・立案し、独立行政法人国立環境研究所が運営を、独立行政法人国立成育医療研究センターが医療面からのサポートを担当している。調査を実施しているのは全国15のユニットセンターと約300の医療機関である。

### 調査の目的
この調査は、赤ん坊が母親の胎内にいる時から13歳になるまで、定期的に健康状態を確認し、環境要因が子供たちの成長・発達にどのような影響を与えるのかを明らかにするものである。
特に化学物質の曝露や生活環境が、胎児期から小児期にわたる子供の健康にどのような影響を与えているのかについて明らかにし、リスク管理当局や事業者への情報提供を通じ、自主的取組への反映、化学物質規制への反映、環境基準（水質、土壌）等、適切なリスク管理体制の構築へとつなげることを目的とする。